# Alois Jirásek
Alois Jirásek (ur. 23 sierpnia 1851 w Hronovie, zm. 12 marca 1930 w Pradze) – czeski pisarz i dramaturg, przedstawiciel realizmu, autor powieści historycznych.

## Życiorys
Alois Jirásek urodził się we wschodnioczeskim Hronovie koło Náchodu. Pochodził z chłopskiej rodziny. Jego ojcem był Josef Jirásek (1822–1901), z zawodu piekarz, matką zaś Vincencie Jirásková z domu Prouzová (1821–1887). Był czwartym z rodzeństwa, po nim urodziło się jeszcze pięcioro dzieci. Uczęszczał do niemieckiego benedyktyńskiego gimnazjum w Broumovie (1863–1867), potem do czeskiego gimnazjum w Hradcu Králové (1867–1871), a następnie ukończył studia historyczne na Uniwersytecie Karola. Przez czternaście lat żył w Litomyšli, gdzie pracował jako nauczyciel geografii i historii w gimnazjum.
W roku 1888 przeniósł się do Pragi, gdzie mieszkał na obecnym Placu Jiráska. Kontynuował swoją pracę jako pedagog i literat. Odnowił kontakt z Mikolášem Alešem, z którym współdzielił podobne artystyczne poglądy, a także z pisarzami, należącymi do ruchu lumírowców (Josefem V. Sládkiem, Jaroslavem Vrchlickim i Josefem Thomayerem), nawiązał przyjaźń z Zikmundem Winterem, utrzymywał również kontakty z twórcami młodej generacji (Josefem S. Macharem, Jaroslavem Kvapilem i Zdeňkiem Nejedlým). Od roku 1909 był na emeryturze i zajmował się wyłącznie literaturą. Jeździł często do rodzinnego Hronova, ale również podróżował (w ramach studiów) do miejsc, które potem umieszczał w swoich dziełach.
W zgodzie z charakterem całokształtu swojej twórczości jako jeden z pierwszych podpisał w maju 1917 roku Manifest Pisarzy Czeskich, obwieszczenie wspierające polityczne starania niepodległościowe narodu czeskiego. Z Isidorem Zahradníkiem (późniejszym ministrem kolejnictwa) uczestniczył w odczycie deklaracji niepodległości Czechosłowacji pod pomnikiem św. Wacława 28 października 1918, a w sobotę 21 grudnia 1918 witał przemówieniem prezydenta Masaryka na dworcu Wilsona w Pradze – był to triumfalny powrót polityka do ojczyzny.
W nowo powstałej Czechosłowacji był posłem Rewolucyjnego Zgromadzenia Narodowego. W wyborach parlamentarnych w roku 1920 uzyskał fotel senatorski w Zgromadzeniu Narodowym. Senatorem był do roku 1925. W parlamencie reprezentował Czechosłowacką Narodową Demokrację. Zajmował się polityką aż do choroby, która uniemożliwiła mu także dalsze pisanie. W latach 1918, 1919, 1921 i 1930 był nominowany do Nagrody Nobla w dziedzinie literatury.
Otrzymał tytuły doktora honoris causa uniwersytetu praskiego i honorowego obywatela Pragi.
Zmarł w Pradze 12 marca 1930 roku. Został pochowany w rodzinnym Hronovie.
Dom rodzinny A. Jiráska, pochodzący z końca XVIII w., istnieje w Hronovie do dziś. Drewniana, zrębowa budowla została w 1925 r. kupiona przez miasto. Obecnie funkcjonuje w nim ekspozycja poświęcona życiu i twórczości pisarza, będąca oddziałem Muzeum Náchodska.

## Proza
Najstarsze dzieje
- Staré pověsti české (wyd. pol. Stare podania czeskie, Wydawnictwo "Śląsk" Katowice, 1989, ISBN 83-216-0754-3)

Husytyzm
- Trylogia husycka
  - Mezi proudy
  - Proti všem[6]
  - Bratrstvo (przekład pol. Bractwo)
- Husitský král

Po bitwie pod Biała Górą
- Temno
- Psohlavci (przekład pol. Psiogłowcy)[7]
- Skály, Skaláci

Odrodzenie narodowe
- F. L. Věk
- U nás
- Filosofská historie (wyd. pol. Historia filozofów z 1927, przekład: Stanisław Alberti)[8]